# Volpajola
Volpajola är en kommun i departementet Haute-Corse på ön Korsika i Frankrike. Kommunen ligger i kantonen Alto-di-Casaconi som tillhör arrondissementet Corte. År 2022 hade Volpajola 382 invånare.

## Befolkningsutveckling
Antalet invånare i kommunen Volpajola
Referens:INSEE